# Henri Bréau
Henri Bréau est un coureur cycliste français, né le 18 juin 1900 à Saint-Pierre-d'Oléron et mort le 11 novembre 1969 à Montrouge.
Spécialiste du demi-fond, il a participé aux mondiaux et au championnat de France de la discipline.

## Palmarès sur piste

### Championnats du monde
- Budapest 1928
  -  Médaillé d'argent du demi-fond

### Championnats nationaux
- 1928
  - 20 mai, 3e du championnat de France de demi-fond
  - 29 juillet,  Champion de France de demi-fond[2]

### Grand Prix
- Grand Prix de Bordeaux :1927